# 渡部彩
渡部 彩（わたべ あや、1982年7月2日 - ）は、日本の女優、タレント。大阪府出身。B-Boxとの業務提携で活動している。2011年5月まではBESIDEに所属していた。

## 人物
- 身長164cm。B93 W59 H88 靴のサイズ23.0 cm。血液型O型。
- 特技は日本史で[要説明]、主に幕末史（新撰組）好き。趣味は絵を描く事。
- 3000冊以上もの漫画を所持し、自らオタクを公言。
- 女優の宮地真緒とは互いを「心友」と呼び合うほど仲がよい。
- カレー部を自ら主催するほどのカレー好き。
- 愛犬はロングコートチワワの「アゲハ」。名前の由来は、大ファンだという少女漫画『BASARA』の登場人物。

## 出演

### テレビドラマ
- ラストプレゼント 娘と生きる最後の夏 第4話（2004年7月28日、日本テレビ）[3]
- 怪奇大家族 第5話（2004年10月31日、テレビ東京）
- 仮面ライダー響鬼 第9話（2005年3月27日、テレビ朝日） - 女B 役
- アタックNo.1（2005年、テレビ朝日） - 八木沢桂 役[1]
- 危険なアネキ（2005年、フジテレビ） - ホステス 役
- 轟轟戦隊ボウケンジャー 第6話（2006年3月26日、テレビ朝日）[3]
- 吉祥天女（2006年、テレビ朝日）[3] - 今井久子 役[1]
- 富豪刑事デラックス 第1・2話（2006年4月21日・4月28日、朝日放送 / テレビ朝日）
- アテンションプリーズ 第6話（2006年5月23日、フジテレビ）[3] - 中村訓練生 役
- きらきら研修医 第1話（2007年1月11日、TBS）
- 演歌の女王 第1・2・6・最終話（2007年、TBS） - ホステス 役
- 弁天祐美子法律事務所 1（2007年4月28日、テレビ朝日） - 南郷志保の元夫の恋人 役
- 美少女戦麗舞パンシャーヌ 奥様はスーパーヒロイン! 第7話（2007年5月15日、テレビ東京） - 丘ダイバーアシスタント 役
- 仮面ライダー電王 第19・20話（2007年6月3日・6月10日、テレビ朝日）
- 花ざかりの君たちへ〜イケメン♂パラダイス〜 第1話（2007年7月3日、フジテレビ） - 優子 役
- 密会の宿〜北鎌倉不倫殺人旅行 6（2007年9月12日、テレビ東京） - 浮気夫の相手 役
- 働きマン 第3話（2007年10月24日、日本テレビ）
- SP 警視庁警備部警護課第四係（2007年 - 2008年、フジテレビ）
- ガリレオ 第7話（2007年11月26日、フジテレビ）
- ユンゲル（2008年1月2日〈1日深夜〉、フジテレビ） - メイド喫茶従業員 役
- 三代目のヨメ! 第1話（2008年1月7日、TBS）
- 赤川次郎ミステリー 4姉妹探偵団 第1話（2008年1月8日、テレビ朝日） - 水口淳子 役
- 無理な恋愛 第1・2話（2008年4月8日・4月15日、関西テレビ）
- ラスト・フレンズ 第7話（2008年5月22日、フジテレビ）[3] - 山内紗江 役[1]
- トップセールス 第7話（2008年5月24日、NHK）
- 占い師みすず 事件は運命の彼方に 3（2008年6月23日、TBS） - 看護師 役
- ロト6で3億2千万円当てた男 第2話（2008年7月11日、朝日放送 / テレビ朝日）
- ザ・クイズショウ 第1シーズン 第4話（2008年7月27日〈26日深夜〉、日本テレビ）[3]
- 学校じゃ教えられない! 第3話（2008年7月29日、日本テレビ）
- Café吉祥寺で 第1・58話（2008年9月29日・12月17日、テレビ東京） - マキの元カノ 役
- ギラギラ 第1話（2008年10月17日、朝日放送 / テレビ朝日）
- サラリーマン金太郎 第2・3話（2008年10月17日・10月24日、テレビ朝日）
- 刑事シュート しゅうと&ムコの事件日誌 1（2008年10月20日、TBS） - 警視庁本郷西警察署 婦警 役
- 血液型別 オンナが結婚する方法♪ 第3夜「O型オンナが結婚する方法」（2009年2月25日、フジテレビ）
- 警視庁失踪人捜査課 第1話（2010年4月16日、朝日放送 / テレビ朝日）[3]
- 緑川警部 VS 16時02分の路線バス（2010年7月26日、TBS） - 看護師 役
- 霊能力者 小田霧響子の嘘 第6話（2010年11月14日、テレビ朝日）[3] - 安達妙子 役[4]
- 踊る大捜査線 THE LAST TV サラリーマン刑事と最後の難事件（2012年、フジテレビ） - 婦警 役

### 映画
- 海猿（2004年6月12日、東宝）[1]
- M-1グランプリへの道 まっすぐいこおぜ!（2004年12月4日）[1]
- ワイルド・スピードX3 TOKYO DRIFT（2006年9月16日、ユニバーサル・ピクチャーズ / 東宝）
- キトキト!（2007年3月17日、シネカノン）[1]
- クロサギ（2008年3月8日、東宝）[1]
- Happyダーツ（2008年11月8日、クロックワークス）[1]
- 肉食系女子。（2010年2月13日） - 内村令子 役[4]
- 踊る大捜査線 THE FINAL 新たなる希望（2012年9月7日、フジテレビ /　東宝）[1] - 婦警 役

### 舞台
- 劇団VitaminX Legend of VITAMIN（2010年、前進座劇場） - エレン 役[4]
- ミスターXからの招待状（2011年、恵比寿・エコー劇場）[1]
- マケイヌバー（2011年、中野スタジオあくとれ）[5] - 仁羽晴美 役
- A-LIGHT PRODUCE PERFORMANCE dance attendance upon you（2011年、新宿シアターモリエール）[1]
- A-LIGHT PRODUCE PERFORMANCE Dandy cute Dandy（2012年、池袋シアターグリーン BIG TREE THEATER）[1] - カナ 役

### DVD
- TITAN GIRL Vol.3（2005年4月23日、アイ・シー・エフ）

### 雑誌
- Audition 2005年7月号（白夜書房）

### CM
- トーキョーブックマーク（JR東海）[6]
- コツのいらない天ぷら粉 揚げ上手（2011年、日清製粉）[7]

### その他
- パチドル誕生（スカパー！）
- 打っTERUぜ！（スカパー！）
- Anchang「コブラツイスト」プロモーションビデオ（2007年）[8]
- 東京タワー 〜オカンとボクと、時々、オトン〜 DVD特典ドラマ「いつもバカボン」
- オーディオドラマ JellyBeans - 倫子 役[4]